# Andrena blaisdelli
Andrena blaisdelli är en biart som beskrevs av Cockerell 1924. Andrena blaisdelli ingår i släktet sandbin, och familjen grävbin. Inga underarter finns listade i Catalogue of Life.